# Klodiana Shala
Klodiana Shala (née le 22 août 1979 à Tirana) est une athlète albanaise.

## Biographie

### Carrière
Elle a été le porte-drapeau de l'Albanie aux Jeux olympiques d'été de 2004.
En 2020, elle fait l'objet d'un contrôlé antidopage positif dans le cadre du programme d’analyses rétractives des échantillons prélevés lors des Jeux olympiques 2012 de Londres,,.